# Solenoptera metallescens
Solenoptera metallescens är en skalbaggsart som beskrevs av Thomson 1860. Solenoptera metallescens ingår i släktet Solenoptera och familjen långhorningar.
Artens utbredningsområde är:
- Kuba.
- Dominica.
- Martinique.

Inga underarter finns listade i Catalogue of Life.